# مارسين مالينوفسكي
مارسين مالينوفسكي (بالبولندية: Marcin Malinowski)‏ هو لاعب كرة قدم بولندي في مركز الوسط، ولد في 6 نوفمبر 1975 في فوجسواف شلانسكي ‏ في بولندا. لعب مع رتش شوروزو.

## وصلات خارجية
- مارسين مالينوفسكي على موقع قاعدة بيانات كرة القدم.إي يو (الإنجليزية)
- مارسين مالينوفسكي على موقع Soccerway.com (الإنجليزية)